# Myiopharus aberrans
Myiopharus aberrans là một loài ruồi trong họ Tachinidae.